# 2012-es Junior Eurovíziós Dalfesztivál
A 2012-es Junior Eurovíziós Dalfesztivál volt a tizedik Junior Eurovíziós Dalfesztivál, amit Hollandia fővárosában, Amszterdamban rendeztek meg, és az ukrán Anasztaszija Petrik nyert 138 ponttal, a Nebo című dalával. A helyszín az amszterdami Heineken Music Hall volt. A versenyre 2012. december 1-jén került sor. Az Eurovíziós Dalfesztivállal ellenben itt nem az előző évi győztes rendez, hanem pályázni kell a rendezés jogára. A 2011-es Junior Eurovíziós Dalfesztivál a grúz Candy együttes győzelmével zárult, akik a Candy Music című dalukat adták elő Jerevánban.
12 ország erősítette meg a részvételét a dalfesztiválra, beleértve Albániát, Azerbajdzsánt és Izraelt, melyek első alkalommal vettek részt. Bulgária, Lettország, Litvánia és Macedónia pedig visszaléptek.

## A helyszín és a verseny
A verseny pontos helyszíne a Hollandia fővárosában, Amszterdamban található Heineken Music Hall volt, ami 5 500 fő befogadására alkalmas.
Hollandia volt az első ország, amely másodjára rendezte meg a dalfesztivált, mivel a 2007-es versenynek is ők voltak a házigazdái, csak akkor Rotterdamban tartották a versenyt. Emellett Kim-Lian van der Meij volt az első személy, aki második alkalommal volt a fesztivál műsorvezetője.
Érdekesség, hogy sorozatban másodszor Fehéroroszországot Svédország követte a fellépési sorrendben.
A verseny mottója Break the Ice, azaz Törd meg a jeget! volt. Ez egyben a műsorvezetőnő azon dalának a címe, ami a 2012-es dalfesztivál hivatalos dala.

## A résztvevők
Először vett részt a versenyen Izrael, amely így a verseny első, földrajzilag nem Európához tartozó résztvevője lett, valamint Albánia és Azerbajdzsán is ebben az évben küldte első indulóját. Ugyanakkor visszalépett a versenytől Bulgária, Lettország, Litvánia és Macedónia. Utóbbi a legelső, 2003-as Junior Eurovíziós Dalfesztivál óta minden évben részt vett. Így összesen tizenkét ország vett részt Amszterdamban, ami az eddigi legalacsonyabb létszám volt.

## A szavazás
A szavazás megegyezett a hagyományos versenyen alkalmazott szavazási rendszerrel, vagyis minden részt vevő ország a 10 kedvenc dalára szavaz, melyek 1-8, 10 és 12 pontot kapnak. A szóvivők növekvő sorrendben hirdették ki a pontokat.
Ebben az évben először egy gyerekekből álló zsűri is szavazott a dalokra. Az eredményeket a 2009-es Junior Eurovízió holland győztese, Ralf Mackenbach jelentette be. A Gyerek Zsűri Grúziát helyezte az élre.
Ezután következtek a résztvevők pontjai. Az országok a fellépés sorrendjében szavaztak, tehát Fehéroroszország volt az első, és Hollandia lett volna az utolsó, de technikai problémák miatt Grúzia pontjait jelentették be utoljára: Fehéroroszország tíz pontjával Oroszország és Grúzia holtversenyben vezetett, de a 12 pont után Ukrajna volt az első. A svédek nyolc pontjával Oroszország újra az élen állt, de a tíz ponttal Grúzia volt az első. Viszont a 12 ponttal ismét Ukrajna állt a tabella élén. Belgium nyolc pontjával megelőzte őket Grúzia, de az ukránoknak adott 12 ponttal ismét fordult az állás. Ukrajna ezután végig megőrizve előnyét megnyerte a versenyt.
A győztes dal nyolc országtól (Belgium, Fehéroroszország, Hollandia, Izrael, Moldova, Oroszország, Örményország és Svédország) kapta meg a maximális 12 pontot, míg a legkevesebb, négy pontot Azerbajdzsán adta. A dal ezen kívül minden részt vevő országtól, és még a Gyerek Zsűritől is kapott pontot. Ez rajta kívül még Belgiumnak, Izraelnek, Grúziának és a házigazda Hollandiának sikerült.
Emellett a győztes és a második helyezett közti 35 pontos különbség az eddigi legnagyobb a verseny történetében, így ez a Junior Eurovízió eddigi legsikeresebb győztes dala. Anasztaszija Petrik ezzel Spanyolország 2004-es rekordját döntötte meg, amikor is 31 pont volt a különbség.

## Térkép

Részt vevő országok
Országok, melyek korábban részt vettek, de ebben az évben nem

## Eredmények
| #  | Ország           | Nyelv                        | Előadó              | Dal                             | Magyar fordítás               | Helyezés | Pontszám |
| -- | ---------------- | ---------------------------- | ------------------- | ------------------------------- | ----------------------------- | -------- | -------- |
| 01 | Fehéroroszország | orosz                        | Jahor Zsesko        | A more-more                     | Ó, tenger, tenger             | 9.       | 56       |
| 02 | Svédország       | svéd                         | Lova Sönnerbo       | Mitt mod                        | Bátorságom                    | 6.       | 70       |
| 03 | Azerbajdzsán     | azeri, angol                 | Omar és Suada       | Girls and Boys (Dünya sənindir) | Lányok és fiúk (Tiéd a világ) | 11.      | 49       |
| 04 | Belgium          | holland                      | Fabian              | Abracadabra                     | Abrakadabra                   | 5.       | 72       |
| 05 | Oroszország      | orosz, angol                 | Lerika              | Sensation                       | Szenzáció                     | 4.       | 88       |
| 06 | Izrael           | héber, angol, francia, orosz | Kids.il             | Let the Music Win               | Győzzön a zene!               | 8.       | 68       |
| 07 | Albánia          | albán                        | Igzidora Gjeta      | Kam një këngë vetëm për ju      | Van egy dalom csak neked      | 12.      | 35       |
| 08 | Örményország     | örmény, angol                | Compass Band        | Sweetie Baby                    | Édes bébi                     | 3.       | 98       |
| 09 | Ukrajna          | ukrán, angol                 | Anasztaszija Petrik | Nebo                            | Égbolt                        | 1.       | 138      |
| 10 | Grúzia           | grúz                         | The Funkids         | Funky Lemonade                  | Vicces limonádé               | 2.       | 103      |
| 11 | Moldova          | román, angol                 | Denis Midone        | Toate vor fi                    | Minden rendben lesz           | 10.      | 52       |
| 12 | Hollandia        | holland                      | Femke               | Tik Tak Tik                     | —                             | 7.       | 69       |

## Ponttáblázat
|                  | Szavazók | Szavazók | Szavazók         | Szavazók   | Szavazók     | Szavazók | Szavazók    | Szavazók | Szavazók | Szavazók     | Szavazók | Szavazók | Szavazók | Szavazók  | Szavazók |
| Össz             | +12      | ZS       | Fehéroroszország | Svédország | Azerbajdzsán | Belgium  | Oroszország | Izrael   | Albánia  | Örményország | Ukrajna  | Grúzia   | Moldova  | Hollandia |          |
| ---------------- | -------- | -------- | ---------------- | ---------- | ------------ | -------- | ----------- | -------- | -------- | ------------ | -------- | -------- | -------- | --------- | -------- |
| Fehéroroszország | 56       | 12       | 1                |            | 1            | 7        | 2           | 4        | 1        | 2            | 7        | 10       | 7        | 2         |          |
| Svédország       | 70       | 12       | 6                | 7          |              | 1        | 5           | 5        | 7        | 12           | 2        | 2        |          | 7         | 4        |
| Azerbajdzsán     | 49       | 12       | 2                | 2          | 3            |          | 1           | 3        |          | 10           |          | 5        | 8        |           | 3        |
| Belgium          | 72       | 12       | 3                | 3          | 7            | 3        |             | 7        | 6        | 7            | 5        | 1        | 4        | 6         | 8        |
| Oroszország      | 88       | 12       | 8                | 10         | 8            | 2        | 8           |          | 4        |              | 8        | 6        | 6        | 10        | 6        |
| Izrael           | 68       | 12       | 4                | 5          | 4            | 5        | 4           | 8        |          | 1            | 6        | 8        | 3        | 1         | 7        |
| Albánia          | 35       | 12       |                  |            |              | 12       |             |          | 3        |              | 1        |          | 1        | 4         | 2        |
| Örményország     | 98       | 12       | 5                | 8          | 6            |          | 7           | 10       | 10       | 3            |          | 12       | 12       | 3         | 10       |
| Ukrajna          | 138      | 12       | 10               | 12         | 12           | 4        | 12          | 12       | 12       | 6            | 12       |          | 10       | 12        | 12       |
| Grúzia           | 103      | 12       | 12               | 6          | 10           | 8        | 6           | 6        | 8        | 5            | 10       | 7        |          | 8         | 5        |
| Moldova          | 52       | 12       |                  | 4          | 2            | 10       | 3           | 2        | 5        | 4            | 3        | 4        | 2        |           | 1        |
| Hollandia        | 69       | 12       | 7                | 1          | 5            | 6        | 10          | 1        | 2        | 8            | 4        | 3        | 5        | 5         |          |

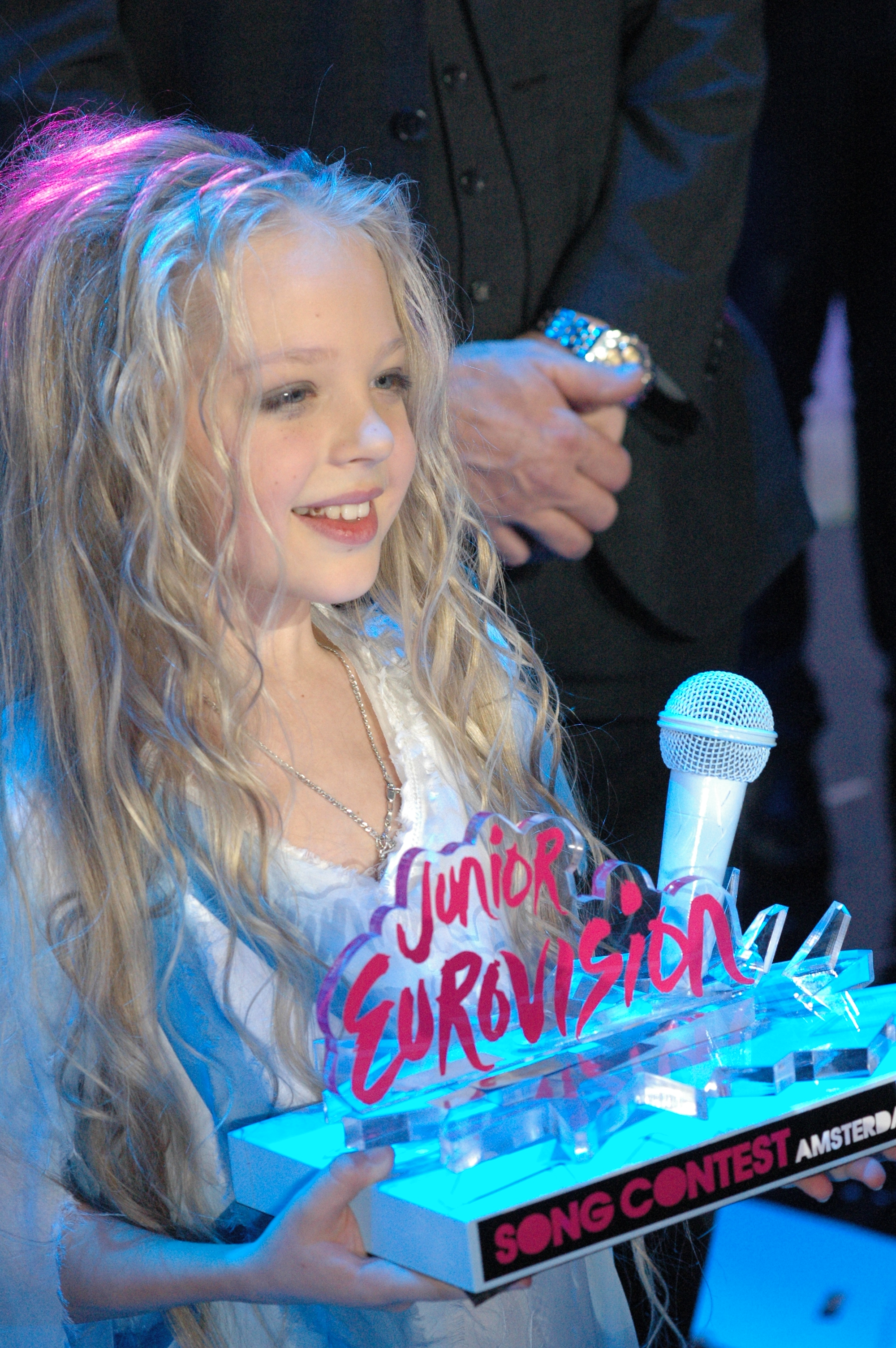
Anasztaszija Petrik, a verseny győztese Ukrajnából

Ebben az évben először egy gyerekekből álló zsűri is pontozta a dalokat, és az eredményeket a 2009-es győztes, Ralf Mackenbach jelentette be.

## 12 pontos országok
| Darab | Jutalmazott ország | Szavazó ország                                                                               |
| ----- | ------------------ | -------------------------------------------------------------------------------------------- |
| 8     | Ukrajna            | Belgium, Fehéroroszország, Hollandia, Izrael, Moldova, Oroszország, Örményország, Svédország |
| 2     | Örményország       | Grúzia, Ukrajna                                                                              |
| 1     | Albánia            | Azerbajdzsán                                                                                 |
| 1     | Grúzia             | Gyerek Zsűri                                                                                 |
| 1     | Svédország         | Albánia                                                                                      |

## Visszatérő előadók
| Előadó | Ország      | Előző év(ek)              |
| ------ | ----------- | ------------------------- |
| Lerika | Oroszország | 2011 ( Moldova színeiben) |